# Henry Howe Bemrose
Henry Howe Bemrose (19 novembre 1827 – 4 maggio 1911) è stato un politico britannico, che divenne prima sindaco poi parlamentare per Derby.

## Biografia
Bemrose era il primo figlio di William Bemrose, e studiò presso la Derby School ed il  King William's College sull'isola di Mann.
Lui e suo fratello William Jr. divennero soci nella tipografia paterna a Derby nel 1858. Divenne presidente dell'azienda di famiglia William Bemrose & Sons e fu direttore della Parr Derby Bank. Fu attivo in numerose ambienti della vita pubblica, compresa la chiesa e le organizzazioni caritative. Dopo essere stato sindaco di Derby dal 1877 al 1878, divenne membro del Parlamento dal 1895 al 1900 .
Nel 1855 sposò Charlotte, figlia di William Brindley, di Derby. ebbero un figlio e cinque figlie. Il figlio, anche lui di nome Henry (nato nel 1857), ma noto come Arnold, si unì alle attività di stampa di famiglia nel 1879; Henry junior sarà poi padre di Sir Max Bemrose. Henry Arnold arrivò anch'esso ad essere sindaco di Derby e nel 1910 ebbe l'onore di assegnare al padre il premio Freedom of the City per la città. Una tazza in porcellana di Derby commemorativa dell'evento è oggi custodita nel Derby Museum and Art Gallery.
Dopo la sua morte la sua biblioteca fu acquistata tramite una sottoscrizione pubblica e la Derby Central Library venne ampliata per fare posto a questo nuovo fondo.